# Hamburg-Groß Borstel
Groß Borstel ist ein Stadtteil der Freien und Hansestadt Hamburg. Er liegt südlich des Flughafens im Bezirk Hamburg-Nord.

## Geografie
Die westliche Grenze von Groß Borstel ist der Bach Tarpenbek; dahinter beginnt der Bezirk Eimsbüttel mit dem Stadtteil Niendorf. Die nördliche Grenze bildet der Hamburger Flughafen im Stadtteil Fuhlsbüttel. Im Osten endet Groß Borstel an der Alsterkrugchaussee (B 433) und grenzt an den Stadtteil Alsterdorf. Im Süden reicht Groß Borstel über die Tarpenbek hinaus bis zur Güterumgehungsbahn, dahinter liegen die Stadtteile Eppendorf und Lokstedt.
Die Tarpenbek verlässt Groß Borstel Richtung Südosten unter der B 433 und fließt unter der Güterumgehungsbahn weiter nach Eppendorf, wo sie in den Eppendorfer Mühlenteich und schließlich in die Alster mündet.

## Name
Als Dorf wurde Groß Borstel erstmals im 11. Jahrhundert erwähnt. Im Laufe der Jahrhunderte weist der Name vielfältige Varianten auf, so wurde er als Burstolde, Burstelde, Borstel, Bossel, Calebostel und Kahle Borstel in offiziellen und in privaten Urkunden ausgeschrieben. Die Grundbedeutung geht dabei auf Burstal zurück; bur bedeutet Haus und stel bedeutet Stelle (nicht Stall).

## Geschichte
Das holsteinische Dorf Groß Borstel kam 1325 durch Kauf in den Besitz des Klosters Herwardeshude und gehörte damit zum außerhalb der Stadtmauern gelegenen hamburgischen Landgebiet. Nach Auflösung des Klosters im Jahr 1530 gelangte Groß Borstel in den Besitz des Klosters St. Johannis. Nach der Neueinteilung der hamburgischen Landgebiete im Jahr 1830 gehörte Groß Borstel zur Landherrenschaft der Geestlande. Am 1. Januar 1913 wurde Groß Borstel durch Eingemeindung ein Stadtteil Hamburgs.
Das im Nordosten des Stadtteils gelegene Gehölz „Borsteler Jäger“, das 1830 mit dem St. Johannischen Klosterbesitz an die Stadt gekommen war, wurde 1836 von der Stadt als Halbhufe an den letzten Förster und Jäger Cornelius Wehling veräußert. Zu diesem Gehölz gehörte auch die Dienstwohnung des Försters, die 1803 von Bilsen nach Groß Borstel verlegt worden war. In diesem Gebäude wurde von Wehling das über die Borsteler Grenzen hinaus bekannte Wirtshaus „Zum Borsteler Jäger“ eingerichtet. Wehlings Sohn verkaufte Gehölz und Gastwirtschaft 1902 an den wohlhabenden Kaufmann Alfred Beit, der es nach seinem Tode der Stadt überließ. Nach dem Zweiten Weltkrieg wurde im Tanzsaal zunächst ein Kino (bis 1964) und eine Diskothek eingerichtet. Von 1996 an war eine Flüchtlingsunterkunft dort untergebracht. Heute befindet sich dort eine Kindertagesstätte.
In der Nähe der Kreuzung „Weg beim Jäger“ und „Sportallee“ lag der Eingang zu einer Galopp- und Hindernisrennbahn. Hier wurden von 1891 bis 1933 vom „Hamburger Sport-Club“ jährlich zahlreiche Renntage durchgeführt. Ab 1896 wurde hier der „Große Preis von Hamburg“ ausgetragen, der mit einer Siegprämie von 100.000 ℳ zu den bedeutenden Galopprennen im Deutschen Reich gehörte.
Der Hamburger Flughafen war zunächst als „Flughafen Hamburg-Groß Borstel“ bekannt. Mit dem Ausbau entstand das Terminal mit der Abfertigung auf der Ostseite. Der Flughafen wurde in Anlehnung an den dort angrenzenden Stadtteil in „Flughafen Hamburg-Fuhlsbüttel“ umbenannt, seit 2016 heißt er „Hamburg Airport Helmut Schmidt“. An der Südseite des Flughafens und damit angrenzend an Groß Borstel befindet sich seitdem das Betriebsgelände der Lufthansa Technik mit den großen Wartungshallen, oft auch noch als Luftwerft bezeichnet und so vor Ort ausgeschildert.
Das Stadtentwicklungsprojekt Groß Borstel 25 war umstritten. Die Bebauung auf dem Gelände des ehemaligen Güterbahnhofs Lokstedt ist unter dem Namen „Tarpenbeker Ufer“ Anfang des Jahres 2022 abgeschlossen worden. Auf dem Gelände der ehemals am Niendorfer Weg ansässigen Firma Strüver ist der „Petersen Park“ geplant. Im südlichen Areal sind knapp 400 Wohnungen, davon 125 öffentlich geförderte Mietwohnungen sowie 210 Eigentumswohnungen, eine Kindertagesstätte mit 120 Plätzen und eine Pflegeeinrichtung geplant. Im nördlichen Areal sollen ausschließlich Gewerbebetriebe angesiedelt werden.

## Statistik
- Anteil der Unterachtzehnjährigen: 18,9 % [Hamburger Durchschnitt: 16,8 % (2023)][6]
- Anteil der Übervierundsechzigjährigen: 17,3 % [Hamburger Durchschnitt: 17,8 % (2023)][6]
- Ausländeranteil: 20,5 % [Hamburger Durchschnitt: 20,7 % (2023)][6]
- Arbeitslosenquote: 5,6 % [Hamburger Durchschnitt: 6,2 % (2023)][6]

Das durchschnittliche Einkommen je Steuerpflichtigen beträgt in Groß Borstel 53.282 Euro jährlich (2023), der Hamburger Gesamtdurchschnitt liegt bei 48.035 Euro.

## Politik
Für die Wahl zur Hamburgischen Bürgerschaft gehört Groß Borstel zum Wahlkreis Fuhlsbüttel – Alsterdorf – Langenhorn.
Bei den Bürgerschaftswahlen 2025, 2020, 2015, 2011, 2008, 2004, 2001, 1997 und 1993 ergaben sich folgende Ergebnisse:
| Wahljahr | SPD    | Grüne 1) | CDU    | Linke 2) | AfD    | FDP    | Übrige    |
| -------- | ------ | -------- | ------ | -------- | ------ | ------ | --------- |
| 2025     | 36,1 % | 20,7 %   | 19,8 % | 09,0 %   | 05,4 % | 02,3 % | 07,7 %    |
| 2020     | 39,2 % | 27,0 %   | 09,3 % | 08,7 %   | 05,2 % | 04,8 % | 05,8 %    |
| 2015     | 48,3 % | 12,8 %   | 14,0 % | 08,0 %   | 05,5 % | 07,5 % | 03,9 %    |
| 2011     | 52,2 % | 11,5 %   | 18,8 % | 06,7 %   | –      | 06,6 % | 04,3 %    |
| 2008     | 34,6 % | 09,8 %   | 42,1 % | 05,9 %   | –      | 05,2 % | 02,4 %    |
| 2004     | 33,2 % | 12,2 %   | 44,7 % | –        | –      | 03,1 % | 06,8 %    |
| 2001     | 40,1 % | 08,0 %   | 23,9 % | 00,3 %   | –      | 05,7 % | 22,0 % 3) |
| 1997     | 37,1 % | 13,9 %   | 29,3 % | –        | –      | 04,2 % | 15,5 %    |
| 1993     | 39,1 % | 13,3 %   | 25,2 % | –        | –      | 04,3 % | 17,7 % 4) |

Bei den Wahlen zur Bezirksversammlung gehört der Stadtteil zum Wahlkreis Groß Borstel / Alsterdorf / Ohlsdorf / Fuhlsbüttel. Bei Bundestagswahlen zählt Groß Borstel zum Bundestagswahlkreis Hamburg-Nord.

## Kultur und Sehenswürdigkeiten

### Bauwerke

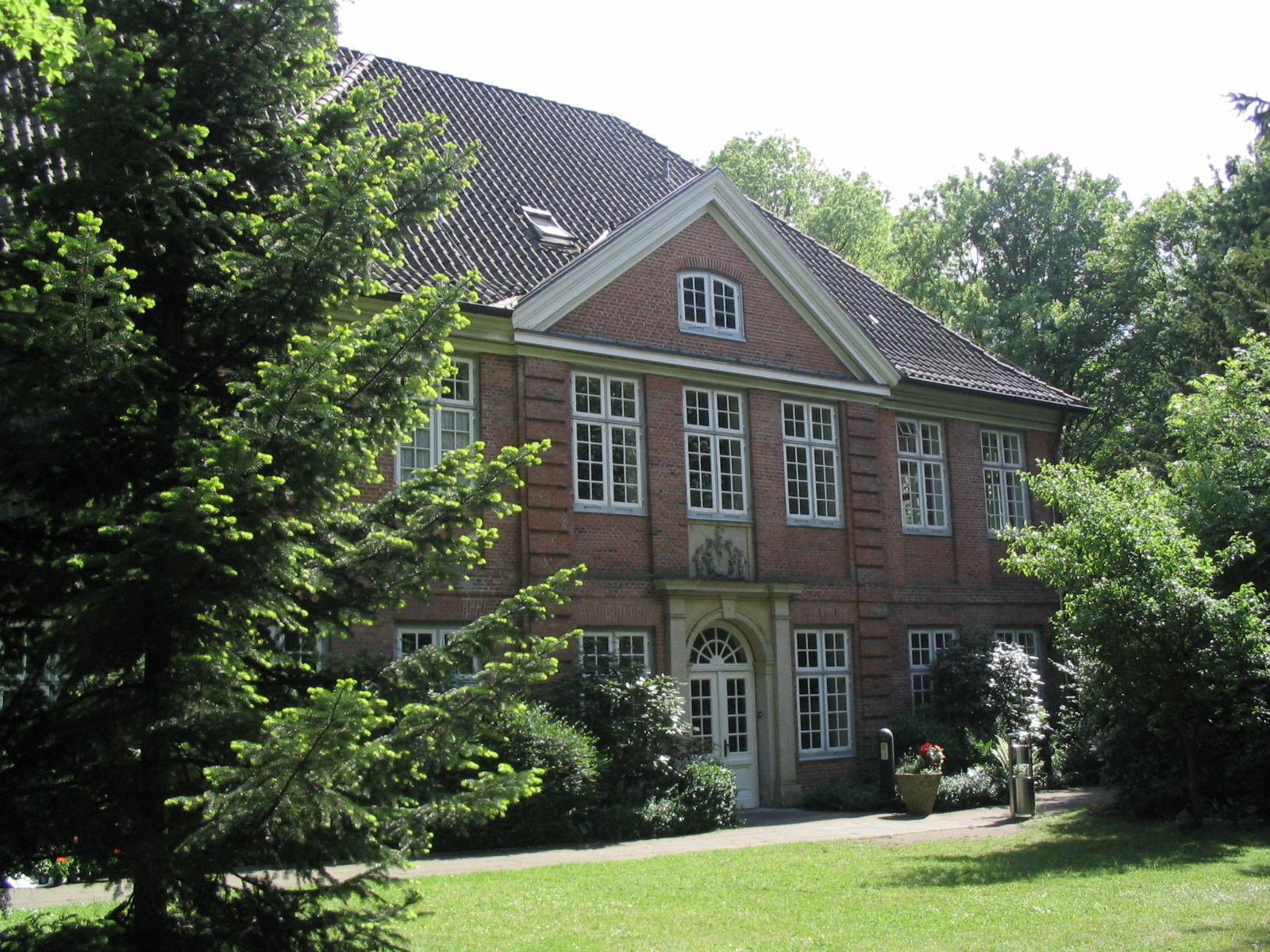
Das Stavenhagenhaus

Das Stavenhagenhaus (⊙) ist ein barocker Backsteinbau aus dem frühen 18. Jahrhundert. Seit 1651 hatten wohlhabende Hamburger Bürger den Frustberg in Groß Borstel zu ihrem Sommersitz gewählt. Etwa 50 Jahre später war der Park im Besitz des Platwerkers (Tuchhändlers) Eybert Tiefbrunn, der an die Stelle der alten Reetdachkate ein herrschaftliches Backsteinhaus, das heutige Stavenhagenhaus, errichtete. Über der Eingangstür ist das Relief seines Familienwappens zu sehen, das die Jahreszahl 1703 trägt.
Eine verspätete Eigentumsübertragung von seinem Vorgänger Johann John auf Eybert Tiefbrunn im Jahr 1704 ließ zunächst den Eindruck entstehen, dass bereits Johann John der Erbauer des Backsteinhauses sei. Ein Dokument des Klosters St. Johannes besagt jedoch, dass Tiefbrunn schon 1702 eine Anzahl Bäume im Frustbergpark für den Bau des Hauses fällen ließ und damit auch im Besitz des Parks gewesen sein muss. Er hinterließ mit diesem Herrenhaus ein baugeschichtlich seltenes Beispiel eines Barockhauses aus seiner Zeit.
Von 1794 bis 1822 war das Herrenhaus Sommersitz der Familie Gossler und ein Treffpunkt der Hamburger Gesellschaft. Im 19. Jahrhundert gehörten zu dem Anwesen 6,05 Hektar Land. Seit 1928/29 ist die Stadt Hamburg Eigentümerin, der Bau steht seit 1937 unter Denkmalschutz. Der Grundbesitz schrumpfte bis 1957 auf 4.800 Quadratmeter zusammen. 1962 wurde das Haus zu Ehren des niederdeutschen Dichters Fritz Stavenhagen auf den Namen Stavenhagenhaus getauft. Es dient als Stadtteilkulturzentrum und Veranstaltungsort für Musikkonzerte. Bis März 1998 befand sich im ersten Stock eine öffentliche Bücherei.
In den Jahren 1927–29 erbaute Fritz Schumacher in der Borsteler Chaussee 301 das erste staatliche Altenheim in Hamburg.
An der Ecke Borsteler Chaussee / Schrödersweg steht die Kirche St. Peter, ein das Zentrum des Stadtteils prägendes Gebäude, das typisch für den Kirchenbau der Nachkriegszeit in Hamburg ist.

### Naturdenkmäler

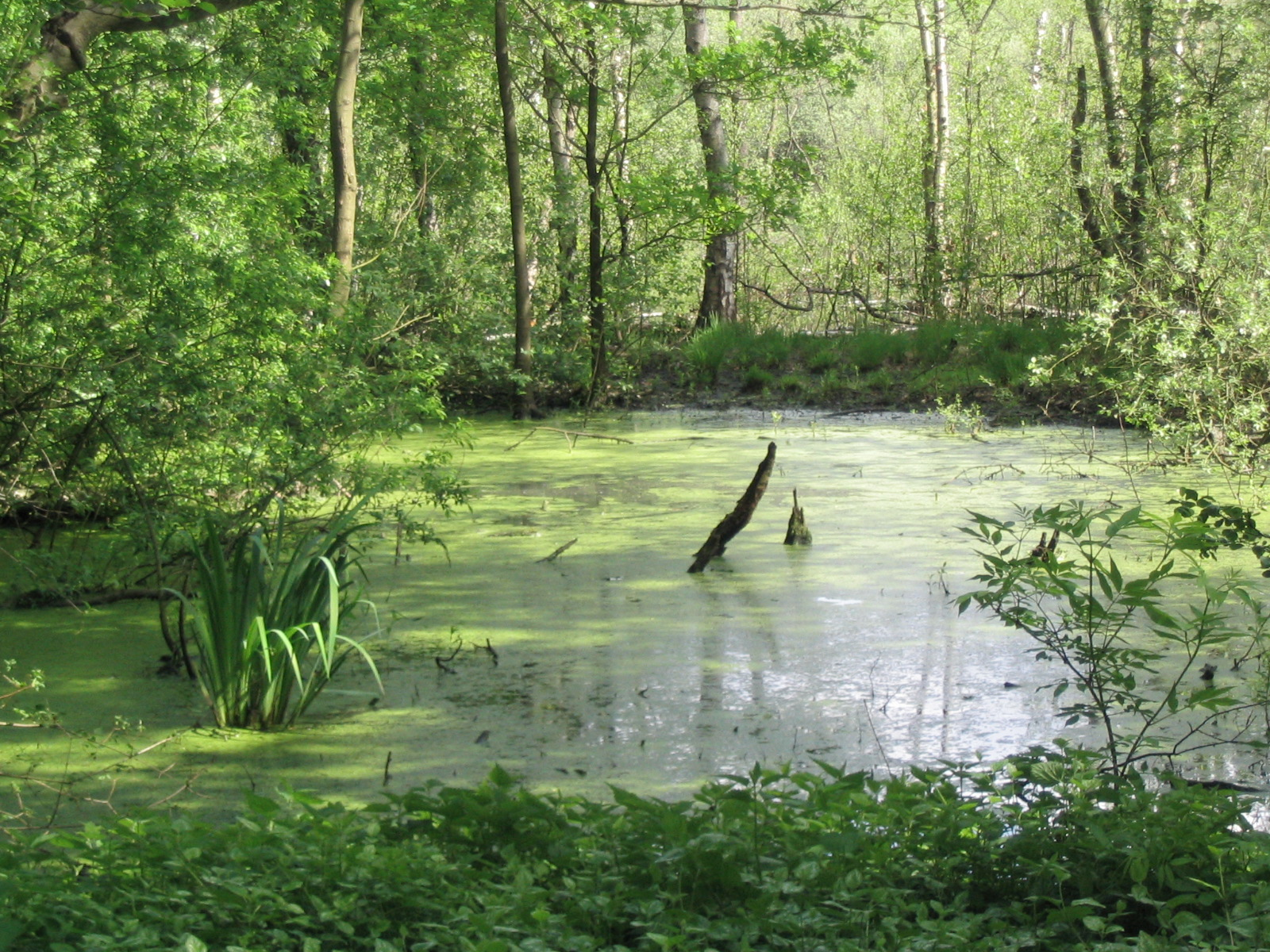
Das Eppendorfer Moor im Mai

In Groß Borstel liegt das größte innerstädtische Moor Europas, das Eppendorfer Moor. Es ist heute ein 27 Hektar großer Erlen- und Birkenbruchwald mit ehemaligen Nieder- und Hochmoorflächen, wo u. a. Restbestände von Glockenheide, Gagelstrauch und Rasensimse vorkommen.
Die offenen Moorflächen sind durch Wassermangel und die dadurch hervorgerufene Bewaldung sowie falsche Pflege stark bedroht. Dies zeigt u. a. das Verschwinden der letzten Moorpflanzen, wie des Lungenenzians, der 2019 hier ausstarb.

## Wirtschaft und Infrastruktur

### Verkehr
An der Ostgrenze des Stadtteils verläuft in nord-südlicher Richtung die B 433 (hier Alsterkrugchaussee), die die Bundesstraße 5 und den Ring 2 mit dem Flughafen und dem Ring 3 verbindet.
Groß Borstel hat außer der Güterumgehungsbahn, die den Stadtteil im Süden begrenzt, keine Bahnlinie. An den öffentlichen Personennahverkehr ist der Stadtteil mit folgenden Buslinien im Hamburger Verkehrsverbund angeschlossen.
- 23 (U Niendorf Markt – U Billstedt)
- X35 (Am Licentiatenberg – Sorenkoppel)
- 392 (Teufelsbrück – U S Ohlsdorf)
- 114 (Lufthansa Basis – Bf. Dammtor)
- 214 (U Lattenkamp – U Lattenkamp)
- 292 (U Ochsenzoll – U Lattenkamp)

Von 1903 bis 1966 verband eine Straßenbahnlinie Groß Borstel mit der Hamburger Innenstadt (1903–1906 Linie 24, 1906–1910 Linie 17, 1910–1925 Linie 13, 1925–1929 Linie 6, 1929–1943 Linie 8, 1944–1954 Linie 14, 1954–1966 Linie 18). Die Endhaltestelle lag in der Borsteler Chaussee gegenüber der Einmündung Warnckesweg.

### Ansässige Unternehmen
Auf dem Flughafengelände, das an Groß Borstel grenzt, befindet sich eine Werft der Deutschen Lufthansa.

### Öffentliche Einrichtungen
Das Feuerwehrhaus der Freiwilligen Feuerwehr Groß Borstel befindet sich im Geschwister-Beschütz-Bogen 20.

## Persönlichkeiten
- Walter Bärsch (1914–1996), Psychologe, Sonderpädagoge und Erziehungswissenschaftler, war Lehrer in Groß-Borstel
- Sabine Gova (1901–2000), Kunsthistorikerin, in Groß Borstel geboren
- Gert Marcus (1914–2008), deutsch-schwedischer Maler und Bildhauer, in Groß Borstel geboren
- Friedrich Schaper (1869–1956), Maler und Grafiker, lebte bis zu seinem Lebensende in Groß Borstel
- Paul Storm (1880–1951), Maler, lebte bis zu seinem Lebensende in Groß Borstel